# Городок (Боровобудский сельсовет)
Городо́к (бел. Гарадок) — деревня в Боровобудском сельсовете Кормянского района Гомельской области Беларуси.

## География

### Расположение
В 20 км на юго-запад от Кормы, в 68 км от железнодорожной станции Рогачёв (на линии Могилёв — Жлобин), в 85 км от Гомеля.

### Гидрография
На реке Чечора (приток реки Сож), на западе небольшой пруд.

## Транспортная сеть
Транспортные связи по просёлочной дороге, затем по шоссе Довск — Гомель. Планировка состоит из 2 разделённых рекой частей: западной (прямолинейная меридиональноя улица, на юге к которой присоединяется небольшая обособленная застройка) и восточной (короткая, протянувшаяся вдоль реки, односторонне застроенная улица). Жилые дома деревянные, усадебного типа.

## История
Согласно письменным источникам известна с XIX века как деревня в Рогачёвском уезде Могилёвской губернии. В 1882 году открыта церковно-приходская школа, для которой в том же году построено здание, действовал хлебозапасный магазин. В 1930 году организован колхоз «Красный городок», работали ветряная мельница и кузница. Согласно переписи 1959 года в составе совхоза имени В. И. Чапаева (центр — деревня Боровая Буда), работал льнозавод.
Ранее населённый пункт находился в составе Струкачёвского сельсовета.

## Население

### Численность
- 2004 год — 37 хозяйств, 57 жителей.

### Динамика
- 1897 год — 78 дворов, 523 жителя (согласно переписи).
- 1959 год — 462 жителя (согласно переписи).
- 2004 год — 37 хозяйств, 57 жителей.